# 호조 도키요리
호조 도키요리(일본어: 北条時頼, 가로쿠 3년 음력 5월 14일(1227년 6월 29일) ~ 고초 3년 음력 11월 22일(1263년 12월 24일))는 가마쿠라 시대 중기 가마쿠라 막부의 5대 싯켄(執権)이다.
호조 도키우지(北条時氏)의 둘째 아들로 4대 싯켄이었던 호조 쓰네토키(北条経時)의 동생이다. 호조 도키스케(北条時輔)、제8대 싯켄 호조 도키무네(北条時宗), 호조 무네마사(北条宗政), 호조 무네요리(北条宗頼) 등의 아버지이다. 통칭은 고로(五郎), 고로 효에(五郎兵衛尉), 무위(武衛), 좌근대부장감(左近大夫将監), 좌친위(左親衛), 삿슈(相州), 또는 출가한 절의 이름을 따서 사이묘지 도노(最明寺殿), 사이묘지 뉴도(最明寺入道)로도 불린다.

## 생애

### 싯켄이 되기까지
도키요리의 친아버지 도키우지는 그가 어렸을 때 세상을 떠났고, 할아버지 야스토키(泰時)가 그를 길렀다. 가조(嘉禎) 3년(1237년) 4월 22일、11세 때 원복(관례)을 행하고 당시의 세이이타이쇼군(征夷大将軍) ・ 구조 요리쓰네(九条頼経, 후지와라노 요리쓰네)의 이름자 「요리」(頼)를 받아서、고로 도키요리(五郎時頼)라 하였다.. 같은해 야스토키의 의향에 따라 쓰루가오카 하치만구(鶴岡八幡宮)의 방생회(放生会)에서 야부사메(流鏑馬)를 맡았다.
그는 어렸을 때부터 총명하였고 할아버지 야스토키는 그의 재능을 높이 평가하였다고 전한다. 《아즈마카가미》(吾妻鏡)에는 1241년 11월, 12세의 도키요리는 미우라(三浦) 일족과 고야마(小山) 일족의 난투가 일어나자 형 쓰네토키는 미우라 씨를 옹호하였으나 도키요리는 어느 쪽에도 가담하는 일 없이 조용히 지켜보았고 쓰네토키는 할아버지 야스토키로부터 경솔하고 불공평하였다고 지적을 받았던 반면 도키요리에 대해서는 칭찬하였다는 에피소드가 전하고 있다. 그러나 《아즈마카가미》의 성립 연대로 판단해 보아 이 일화는 도키요리가 쓰네토키 계통으로부터 결과적으로 싯켄의 자리를 강탈한 것이나 다름없었던 상황을 정당화하기 위해서 지어낸 삽화일 가능성이 있다고 지적하였고、오쿠토미 타카유키(奥富敬之)는 이 에피소드를 후세의 날조라 판정하고 있다. 그런 한편으로 다카하시 신이치로(高橋慎一朗)는 이 에피소드에 도키요리가 쓰네토키와 달리 형세를 조용히 지켜보았다는 태도를 보인 것에 그가 차남이라는 입장에서 형과는 달리 적극적인 행동을 취할 수 없었던 도키요리의 입장이나 성격이 엿보인다고 지적하고 있다. 또한 야스토키로부터 칭찬받고 마을(村) 하나를 영지로 받았다는 것은 사실이지만 이것도 미우라와 오야마의 다툼에 대해 적절한 행동을 한 것에 대한 포상이 아니라 평소의 성실한 근무 태도에 대한 야스토키의 위로로부터 온 포상이었다.
1242년에 야스토키가 사망하고 쓰네토키가 뒤를 이어 싯켄이 되었다. 도키요리는 그 뒤 1243년에 좌근장감(左近将監)、1244년에 종5위하로 승진하였다. 이 무렵부터 쓰네토키가 병을 얻었고 매우 위독해져갔다. 1245년 도키요리는 쓰루가오카 하치만구의 오오토리이(大鳥居)의 입회 검사를 행하였다. 이는 병상에 누운 쓰네토키의 대리로 행한 것으로써 도키요리가 본래 싯켄이 맡아야 할 중요한 임무를 대리한 것으로 생각할 수 있다. 1246년이 되어 쓰네토키의 병세가 악화되었다. 그 결과 호조 일문과 가마쿠라 막부 중신들에 의해 「신비스러운 분부」(神秘の御沙汰)라 불리는 비밀회의가 이루어져, 도키요리는 형 쓰네토키로부터 싯켄직을 넘겨받았다. 한편 오쿠토미 타카유키는 도키요리가 병세가 위독한 쓰네토키를 억지로 물러나게 해서 도키요리가 권력을 장악한 것이라고 추론하였으나 다카하시 신이치로는 당시 도키요리에게 그 정도까지의 정치력은 없었으며 자신에게 싯켄 자리가 돌아오도록 손을 쓸 수 있었을지는 의심스럽다는 회의적인 견해를 보인다. 쓰네토키에게는 두 명의 아들이 있었으나 싯켄은 도키요리에게로 넘어갔고, 다카하시 신이치로는 이 점에 대해서도 쓰네토키의 두 아들이 어렸던 것을 염려한 쓰네토키가 자신의 의향에 따라 동생인 도키요리에게 싯켄 자리를 넘겨준 것으로 추측하고 있다. 그 뒤 쓰네토키는 출가했고, 얼마 되지 않아 사망하였다.

### 싯켄 시대
싯켄으로 취임한 도키요리였지만 그 당시 가마쿠라 막부의 정치 중추에 있던 효조슈(評定衆) 소속원 대부분의 멤버, 미우라 야스무라나 모리 스에미쓰(毛利季光) 등은 도키요리를 지지하지 않았다. 그로부터 한 달 뒤에 전임 쇼군인 후지와라노 요리쓰네를 비롯한 반호조 세력이 대두하고 간겐(寛元) 4년(1246년) 5월에는 요리쓰네의 측근으로 호조 일족이었던 나고시 미쓰토키(名越光時, 호조 요시토키北条義時의 손자)가 쇼군 요리쓰네를 끼고 군사행동을 준비하는 비상사태가 발생하였으나 이를 도키요리는 진압하는 동시에 반(反)도쿠소(得宗, 호조 본종가) 세력을 일소, 7월에는 요리쓰네를 교토로 강제로 송환한다(미야 소동宮騒動). 이로써 싯켄으로써의 도키요리의 지위는 반석에 오르게 되었다.
이듬해인 호지(宝治) 원년(1247년)에는 아다치 씨(安達氏)와 협력해 유력 고케닌이었던 미우라의 일족을 가마쿠라에서 멸망시켰다(호지 전투宝治合戦). 이어 지바 히데타네(千葉秀胤)에 대해서도 그를 추토하라는 막명(幕命)을 내려서 그를 가즈사국(上総国)에서 멸망시켰다. 이로 해서 막부 내에서 반호조 경향의 고케닌은 배제되었고, 호조 집안의 독재정치가 강해졌다. 한편으로 로쿠하라 단다이(六波羅探題)로 있던 호조 시게토키(北条重時)를 자리가 비어 있던 렌쇼(連署)로 맞아들이고 훗날 시게토키의 딸 가즈니시도노(葛西殿)와 결혼해 도키무네(時宗)、무네마사(宗政)를 얻었다.
겐초(建長) 4년(1252년)에는 제5대 쇼군 후지와라노 요리쓰구(藤原頼嗣)를 교토로 내쫓고 새로운 쇼군으로써 고사가 천황(後嵯峨天皇)의 황자였던 무네타카 친왕(宗尊親王)을 옹립하였다. 이것이 친왕 쇼군(親王将軍)의 시작이었다.
그러나 도키요리는 독재색이 강해졌다가는 고케닌들로부터 불만이 나오게 될 것을 두려워하고 겐초 원년(1249년)에는 효조슈의 아래에 히키후슈(引付衆)를 설치해 소송이나 정치의 공정, 신속화를 도모하고 교토 오반야쿠(大番役)의 봉사 기간을 반년에서 석 달로 단축시키는 등 융화정책을 폈다. 나아가 서민들에 대해서도 구제 정책을 행해 적극적으로 서민을 보호하는데 나섰다. 집안의 신분이 낮고 혈통뿐인 자신의 권력을 보장해줄 정통성이 부족했던 호조 가문으로써는 백성을 위무하고 선정을 강조하는 것밖에 지배의 정통성을 얻을 길이 없었던 것이다.

### 만년과 최후
고겐(康元) 원년(1256년) 3월 11일, 렌쇼 호조 시게토키가 사임하고 출가하였다. 때문에 3월 30일에 시게토키의 이복 동생인 호조 마사무라(北条政村)를 새로운 렌쇼로 임명하였다. 7월에 도키요리는 내부적으로 자신의 출가 준비를 시작하였다. 8월 11일에는 서장자(庶長子) ・ 도키스케(時輔)가 원복을 행하였다. 9월 15일、당시 유행하고 있던 홍역으로 인해서 9월 25일에 도키요리는 회복하였으나 함께 병에 걸렸던 그의 딸은 10월 13일에 요절하고 말았다.
11월 3일、도키요리는 이질에 걸렸다. 11월 22일에 소강 상태가 되었기 때문에 도키요리는 싯켄직을 비롯해 무사시 국무(武蔵国務) ・ 사무라이도코로벳토(侍所別当) ・ 가마쿠라 코마치(鎌倉小町)의 저택을 자신의 의형(義兄) 호조 나가토키(北条長時)에게 넘겨주었다. 이때 적자 도키무네는 아직 여섯 살의 어린아이였기에 「모쿠다이」(眼代, 대리인)으로써 나가토키에게 넘겨준 것이었다. 11월 23일 인각(寅刻, 오전 4시경) 도키요리는 사이묘지(最明寺)에서 출가해 가쿠료보 도슌(覚了房道崇)이라 하였다.(사이묘지 뉴도最明寺入道라고도 한다).
다만 물러나 출가하였다고는 하지만 막부의 실권은 여전히 도키요리의 손에 있었다. 때문에 출가해 물러난 목적은 자신의 적자인 도키무네로의 권력 이양과 후계자 지명을 명확하게 하기 위한 것으로 조정에서 행하던 인세이(院政)와 같은 상황을 조성하는 것이었다고도 해석된다. 도키요리의 출가와 함께 유키 도모히로(結城朝広) ・ 유키 도키미쓰(結城時光) ・ 유키 도모무라(結城朝村) ・ 미우라 미쓰야스(三浦光盛) ・ 미우라 모리토키(三浦盛時) ・ 미우라 도키쓰라(三浦時連) ・ 닛카이도 유키야스(二階堂行泰) ・ 닛카이도 유키쓰나(二階堂行綱) ・ 닛카이도 유키타다(二階堂行忠) 등이 뒤이어 출가하는데, 이는 막부의 허가가 없는 가운데서 이루어졌기 때문에 출사 정지 처분을 받게 된다. 11월 30일, 도키요리는 역수(逆修)의 법요(法要)를 행하고 사후 명복을 빌었으며 스스로 출가하였다는 입장을 명확하게 하였다.
고겐 2년(1257년) 1월 1일 막부의 항례 의식을 모두 도키요리가 도맡아서 쇼군 무네타카 친왕도 그의 통치행위로써 도키요리 저택에 나아간다. 이는 도키요리가 확고부동한 최고권력자의 지위에 있음을 보여주는 것이다. 2월 26일에는 도키무네의 원복이 행해졌다. 그로부터 2년 뒤에는 도키무네의 친동생 무네마사도 원복을 행하였고、나아가 2년 뒤에는 도키무네 ・ 무네마사 ・ 도키스케 ・ 무네요리(宗頼) 순으로 도키요리의 자식들의 서열이 정해졌다. 이는 정실과 측실 소생의 위치가 명확하게 정해진 것으로 후계자 다툼을 미연에 방지한다는 목적이었다.
이와 같이 물러난 뒤에도 도키요리는 정치의 실권을 여전히 쥐고 있었고 이는 이후 호조 씨에 대한 도쿠소 전제 정치의 선구가 되었다. 도키요리와 시게토키는 물러났다고는 해도 그것은 명목상의 일에 지나지 않았고, 그들은 변함없이 막부의 서열 1、2위에 있었다. 다시 말해 도키요리의 시대에 사적인 호조 도쿠소케로의 권력집중이 이루어져 싯켄 ・ 렌쇼는 껍데기뿐인 것으로 남게 되었다.
고초(弘長) 3년(1263년) 11월 8일자 《아즈마카가미》에는 도키요리의 병세가 악화되었음을 시사하는 기록이 있다. 때문에 그 이전부터 병세가 중했을 것으로 추측되고 있다. 때문에 도키요리의 회복을 위한 갖가지 기도가 행해졌고 등신대 천수관음보살상이 공양되었다. 11월 13일、도키요리의 병세는 심각해졌고, 갖가지 기도를 총동원해 치유를 기원하였으나 11월 19일 도키요리는 위독해졌고, 그는 고요하게 임종을 맞기 위해 다음날 사이묘지의 북정(北亭)으로 옮겨서 간병을 위해 자신의 옆에 있던 일곱 명의 가신 외에는 문병을 사절하였다.
11월 22일 술각(戌刻, 오후 8시경) 도키요리는 사이묘지 북정에서 숨을 거두었다. 향년 37세였다. 《아즈마카가미》에는 임종 당시 가사를 걸치고 참선한 자세로 아미타여래상 앞에서 숨을 거두었다고 기록하고 있다.

## 자녀
어머니：사누키노츠보네(讃岐局)
- 호조 도키스케(北条時輔)

어머니：가쓰니시도노(葛西殿)
- 호조 도키무네(北条時宗)
- 호조 무네마사(北条宗政)
- 딸 … 겐초 6년(1254년) 10월 6일에 태어나 고겐 원년(1256년) 10월 13일 천연두로 향년 3세로 사망.

어머니：쓰지도노(辻殿)
- 호조 무네요리(北条宗頼)

어머니：미상
- 호조 무네토키(北条宗時) … 사가미노고로(相模五郎)、아소 도토미노카미(阿曽遠江守)로도 불렸다. 자세한 것은 불명. 계도 등에서만 기록이 존재하며 《아즈마카가미》에는 기록되어 있지 않다.
- 호조 마사요리(北条政頼) … 사가미노로쿠로(相模六郎)로 불렸다. 분에이(文永) 3년(1276년) 2월 9일에 쇼군가의 말을 끌었고 같은 해 7월 4일에 무네타카 친왕이 교토로 돌아가는 것을 옆에서 받들었다.[14]
- 사쿠라다 지곤(桜田時厳) … 사쿠라다류(桜田流) 호조 씨의 시조.

## 평가
가마쿠라 막부의 공식 역사서 《아즈마카가미》는 싯켄 야스토키에 이어 도키요리에 대해서도 극찬하였다. 도키요리가 사망한 날의 기록에서 “평생 동안 무략을 가지고 주군을 보좌하고 인의를 펼쳐 백성을 위무하였으니, 하늘의 뜻에 다다르고 사람들의 바람에 부합하였다. 임종 때에는 손으로 수인을 맺고 입으로는 게송을 부르며 즉신성불의 상서로운 모습을 드러냈다. 원래가 권화(불보살이 사람들을 구제하고자 나타난 현세의 모습)의 재림이었으니 누가 이를 쟁론하겠는가? 도속과 귀천이 무리를 이루어 이를 받들었다.”고 칭송하고 이어 도키요리를 추모하여 출가한 사람들의 이름을 적고 있다. 이는 도키요리가 정치가로써 선정을 행했으며 불도 수행자로써 최고 경지에 올랐다는 극치의 찬사이다. 이는 미우라 씨 등 막부의 유력 고케닌들을 잇달아 제거하며 도쿠소 전제의 기틀을 닦았던 도키요리의 ‘공포정치’의 실상과는 달리 그를 지극히 이상적인 존재로 현양하려는 확고한 의도에서 나온 것이다.
도키요리는 검소하고 견실한、종교적 신심이 두터운 사람이었다. 나아가 싯켄 권력을 강화하는 한편으로 고케닌이나 민중에 대한 선정을 펼쳤기에 오늘날까지도 일본에서는 명군으로 높이 평가받고 있다. 직접적인 교류는 없었으나 무가쿠 소겐(無学祖元)、잇산 이치네이(一山一寧) 등의 선승(禅僧)들도 그의 인덕이나 위정자로써의 행적에 대한 높은 평가를 보냈다. 이러한 경위로 해서 노(能)의 『하치노키』(鉢の木)에 등장하는 인물로써 유명한 「회국전설」(廻国伝説)로 도키요리가 여러 구니를 여행하면서 민정을 시찰하였다는 일화이다. 도키요리는 남송의 승려 란케이 도류(蘭渓道隆)를 가마쿠라로 불러들여 겐초지(建長寺)를 짓게 하였고, 그 뒤 곳탄 후네이(兀庵普寧)을 제2세로 그로부터 법을 이어받았다. 호지 2년(1248년)에서 3년(1249년)에 걸쳐 도겐(道元)을 가마쿠라로 불러들이기도 하였다.
그런 한편으로 모토오리 노리나가(本居宣長) 등 에도 시대의 국학자들의 관점에서는 비판을 받기도 했는데, 아라이 하쿠세키는 《독사여론》에서 호조 도키요리에 대해 형을 이어 권력을 잡고 쇼군 요리쓰네와 요리쓰구를 쫓아내고 미우라 일족을 모략으로 결국 멸망시켰던 점, 고사가 상황의 황자를 쇼군에 앉히고 셋칸케의 딸을 양녀로 들여서 쇼군의 부인으로 삼게 한 점, 장남 도키스케를 버리고 차남 도키무네를 후사로 삼아 그의 사후 호조 가문의 내란의 원인을 제공한 점을 지적하고, 아울러 처음으로 외국의 승려를 맞아다 선의 소굴을 열어 지금까지 세상에 아무 쓸모도 없는 것이 되었다며 "어째서 후세 사람들이 그를 현명한 사람이라고 평가하는지 나는 이해할 수가 없다"고 비난하였다(아울러 구조 미치이에의 죽음이나 선대 두 고셋케 출신 쇼군의 죽음도 그와 관련이 있는 것은 아닌지 의혹을 보낸다).
이시이 스스무(石井進)는 「성인군자인 호조 야스토키와 비교해도 많은 강경수단이나 악랄한 짓을 저질렀다」고 평했고 가마쿠라 시대를 다룬 소설을 집필하기도 했던 소설가 나가이 미치코(永井路子)는 도키요리를 가리켜 「두 얼굴을 지닌 자」, 「소설로 써놓고 보면 그가 선인인지 악인인지 종잡을 수가 없다고 할 수 있다」고 평하고 있다. 사학자 다카하시 신이치로 역시 어찌 되었던 성실하고 책임감이 있었던 인물임은 틀림없다、고 평하였다.

## 관직 역임
※해당 날짜는 모두 음력으로 표시되었습니다.
- 가테이(嘉禎) 3년(1237년) 4월 22일、영중(営中)에서 원복을 행하고 쇼군 구조 요리쓰네의 이름자 한 글자를 받아서[2] 도키요리라 이름하였다. 9월 1일에 사효에노조이(左兵衛少尉)로 임관되었다.[1]
- 닌지(仁治) 2년(1241년) 7월, 할아버지 야스토키의 건강을 기원하기 위해서 형 쓰네토키와 함께 쓰루가오카 하치만구에 백일 참배(百度詣)를 행한다.[1]
- 간겐 원년(1243년) 윤7월 27일, 종5위하로 서위되고 좌근위장감(左近衛将監)으로 전임되었다.[1]
- 간겐 2년(1244년) 3월 6일, 종5위상으로 서위하고 좌근위장감은 예전과 같았다.
- 간겐 4년(1246년) 3월 23일, 가마쿠라 막부의 싯켄이 되었다.
- 호지 원년(1247년) 7월, 사가미노카미(相模守)로 전임하였다(이설에는 겐초 원년(1248년) 6월 14일이라고도 한다)
- 겐초 3년(1251년) 6월 27일、정5위하로 승진하였다(사가미노카미는 예전과 같았다).
- 고겐 원년(1256년) 11월 22일、싯켄직을 사직하고 출가해 가쿠료보 도슈[26]라 칭하였다.
- 고초(弘長) 3년(1263년) 11월 22일、사망하였다(향년 37세). 법명은 사이묘지 도슈(最明寺道崇)로 보리소(菩提所)는 가마쿠라시(鎌倉市) 야마노우치(山ノ内)에 있는 복원산(福源山) 명월원(明月院)이다. 또는 시즈오카 현(静岡県) 이즈노쿠니시(伊豆の国市) 나가오카(長岡)에 있는 여의산(如意山) 사이묘지(最明寺)에도 뼈를 나누어 묘를 썼다고도 한다.

## 도키요리로부터 헨기를 받은 사람들
- 아시카가 요리우지(足利頼氏)[27][주석 1][28] - 도키요리의 여동생의 아들로 도키요리의 조카. 처음에는 도시우지(利氏)였다.
- 오토모 요리야스(大友頼泰) - 처음의 이름은 야스나오(泰直)이다.[주석 2]
- 사사키 요리쓰나(佐々木頼綱) - 롯가쿠 요리쓰나(六角頼綱)라고도 한다.[주석 3]
- 삿사 요리오키(佐々頼起)[주석 4] - 사사키 요리쓰나의 친동생이다.
- 사사키 도키키요(佐々木時清)[28]
- 사사키 요리키요(佐々木頼清)[29] - 도키키요의 아들
- 사사키 요리야스(佐々木頼泰)[28] - 도키키요의 동생으로 시오야 요리야스(塩冶頼泰)라고도 하였으며, 사사키 씨(佐々木氏) 요시키요류(義清流)이다.
- 다이라노 요리쓰나(平頼綱)
- 다케다 도키쓰나(武田時綱)[30]
- 지바 요리타네(千葉頼胤)[28][31]
- 나가이 요리시게(長井頼重)[28]
- 닛카이도 유키요리(二階堂行頼)[28]
- 닛카이도 요리야스(二階堂頼綱)[28]
- 비토 요리카게(尾藤頼景, 가게요리景頼)[32]
- 히라가 고레토키(平賀惟時)[주석 5] - 아키 히라가 씨(安芸平賀氏)이다.
- 미우라 요리모리(三浦頼盛)

### 내용주
1. ↑  가마쿠라 시대의 아시카가 적류 가문의 역대 당주들은 호조 도쿠소케 당주의 이름자 한 글자과 통자(通字)인 「우지」(氏)로 구성된 이름을 가지고 있었다(田中大喜「中世前期下野足利氏論」（田中大喜 編著『シリーズ・中世関東武士の研究 第九巻 下野足利氏』（戎光祥出版、2013年）p.25）).
2. ↑  『가마쿠라 유문』(鎌倉遺文)을 보면 겐초 5년(1253년) 7월 30일자 「関東下知状案」(『豊後詫磨文書』、『가마쿠라 유문』7604호)에는 「오토모 식부대부 야스나오」(大友式部大夫泰直)로 되어 있는데 같은 8년(1256년) 8월 11일자 「関東下知状案」(『筑後大友文書』、『가마쿠라 유문』8020호)에는 「요리야스」(頼泰)로 이름이 바뀌어 있어서 이 사이에 싯켄이었던 호조 도키요리로부터 이름자 한 자를 받아서 바꾸었음이 확실하며 「오토모 계도」(大友系図)(『群書系図部集 四』P.361)를 보면 요리야스의 부기에 「성을 다이라 씨로 고쳤다. 데와노카미로 호조 도키요리로부터 한 자를 받았다」(姓改平氏 出羽守 北條時賴賜一字)로 되어 있다. 이에 대해 요리야스가 호조 도키요리의 유자(猶子)가 되었기 때문에 다이라 성(平姓)과 「요리」(頼)라는 이름자 한 자를 받았기 때문이라는 견해가 있다(渡辺澄夫『増訂 豊後大友氏の研究』（第一法規出版、1982年)P.8・11 脚注(12)）.
3. ↑  롯카쿠 요리쓰나는 도키요리의 저택에서 원복을 행했다는 것이 《아즈마카가미》 겐초 2년(1250년) 12월 30일조에 기재되어 있고, 에보시오야(烏帽子親)를 맡았던 도키요리가 「요리」라는 이름자를 주었다고 생각되고 있다(山野龍太郎 「鎌倉期武士社会における烏帽子親子関係」（山本隆志 編『日本中世政治文化論の射程』（思文閣出版、2012年）P.166)).
4. ↑  최근의 일본 학계의 연구에서는 소가(曽我) 형제의 사례로 형제를 통한 관계가 매체가 되어 에보시오야가 결정되는 케이스가 있었음이 지적되고 있다(山野龍太郎 「鎌倉期武士社会における烏帽子親子関係」（山本隆志 編『日本中世政治文化論の射程』（思文閣出版、2012年）P.175））、삿사 요리오키의 경우도 도키요리의 저택에서 원복을 행했던 형 요리쓰나와 마찬가지로 「요리」라는 이름자를 받았던 것으로 생각된다.
5. ↑  「平賀氏系譜」(『平賀家文書』二四八号、所収：『大日本古文書』家わけ第十四 p.727)의 고레토키 항목의 부기에 「於西明寺殿亭元服」, 사이묘지도노(西明寺殿＝最明寺殿、도키요리를 가리킨다)의 저택에서 원복하였다는 취지로 기재되어 있다(시기에 대해서는 기재가 없어서 알 수 없다). 그 이름에서 에보시오야였던 도키요리로부터 「도키」라는 이름자를 받았다고 생각되고 있다(山野龍太郎「鎌倉期武士社会における烏帽子親子関係」脚注(5)・(6)・(8)（所収:山本隆志 編『日本中世政治文化論の射程』（思文閣出版、2012年、p.181).

### 참조주
1. 1 2 3 4 5 6 7 8 9 10  『北条氏系譜人名辞典』 280頁
2. 1 2 3  佐藤・樋口、2000年、p.253。
3. ↑  奥富敬之「鎌倉北条氏の興亡」（吉川弘文館・歴史文化ライブラリー）
4. 1 2 3 4  高橋、2013年、p.25。
5. 1 2  高橋、2013年、p.38。
6. ↑  高橋、2013年、p.39。
7. ↑  高橋、2013年、p.39-40。
8. ↑  高橋、2013年、p.40-41。
9. ↑  高橋、2013年、p.40。
10. 1 2  高橋、2013年、p.151。
11. 1 2  高橋、2013年、p.152。
12. ↑  佐藤・樋口、2000年、p.272。なお、同日には元将軍の藤原頼経が亡くなっている。
13. 1 2 3  高橋、2013年、p.153。
14. 1 2 3 4  《아즈마카가미》
15. 1 2 3   高橋、2013年、p.154。
16. ↑  『吾妻鏡』11月23日条
17. 1 2 3  高橋、2013年、p.156。
18. ↑  佐藤・樋口、2000年、p.272。
19. ↑  高橋、2013年、p.160。
20. ↑  佐藤・樋口、2000年、p.273。
21. ↑  高橋、2013年、p.162。
22. ↑  高橋、2013年、p.168。
23. 1 2  高橋、2013年、p.216。
24. 1 2 3 4  高橋、2013年、p.217。
25. ↑  高橋、2013年、p.231-232。
26. ↑  仏教説話大系編集委員会 (1985), 名僧物語（一） 宗祖伝, 仏教説話大系, 32, 鈴木出版, p. 266, ISBN 978-4-7902-0032-1
27. ↑  臼井信義 「尊氏の父祖 -頼氏・家時年代考-」（田中大喜 編著『シリーズ・中世関東武士の研究 第九巻 下野足利氏』（戎光祥出版、2013年）p.67）
28. 1 2 3 4 5 6 7  紺戸淳 「武家社会における加冠と一字付与の政治性について」（『中央史学』二、1979年、P.15 계도 등에서).
29. ↑  一遍踊念仏と隠岐佐々木氏(5)(佐々木哲のブログ記事). 동생인 사사키 무네키요(佐々木宗清) 항목도 참조하라.
30. ↑  「甲斐信濃源氏綱要」(『系図綜覧』 수록)의 도키쓰나 항목에는 「後深草院建長三年正月十五首服、（年九）加冠平時頼、因例號名時綱」라고 되어 있다.
31. ↑  服部英雄 「中世小城の景観・海から考える」（所収：『中世肥前千葉氏の足跡〜小京都小城の源流〜』（佐賀県小城市教育委員会編、2011年））。
32. ↑  細川、2000年、P.214 注(24)。

### 서적
- 다카하시 신이치로(高橋慎一朗) 『北条時頼』（人物叢書）（吉川弘文館、2013年）
- 사사키 가오루(佐々木馨) 『執権時頼と廻国伝説』（吉川弘文館歴史文化ライブラリー、1997年） ISBN 4-642-05429-4
- 오쿠토미 다카유키(奥富敬之) 『時頼と時宗』（日本放送出版協会、2000年） ISBN 4-14-080549-8
- 이치카와 고지(市川浩史) 『吾妻鏡の思想史 北条時頼を読む』（吉川弘文館、2002年） ISBN 4-642-02674-6
- 호조 시 연구회(北条市研究会) 『北条氏系譜人名辞典』(新人物往来社)
- 사토 가즈히토(佐藤和彦) ・ 히구치 구니오(樋口州男) 『北条時宗のすべて』（新人物往来社、2000年）
- 호소카와 시게오(細川重男)『鎌倉政権得宗専制論』（吉川弘文館、2000年）

### 사료
- 《아즈마카가미》
- 《가마쿠라 유문》

## 같이 보기
- 쓰레즈레구사(徒然草)